# George Forrest
George Forrest (13  de marzo de 1873, Falkirk, Escocia - 5 de enero de 1932, Tengyueh, Yunnan, China) fue un explorador, recolector de flora y botánico escocés, que trajo de Asia centenares de especies al cultivo.
Se educó en la Kilmarnock Academy, posteriormente fue aprendiz del químico local, de quien aprendió las propiedades medicinales y usos de muchas plantas y entendió el secado y preservación de especímenes de herbario.
En 1891 se va a Australia atraído por la «fiebre del oro», donde permaneció por diez años, hasta que volvió a Inglaterra por Ciudad del Cabo en 1902.
En 1903, lo emplea Sir Isaac Balfour en el herbario del Real Jardín botánico de Edimburgo. Balfour quedó impresionado por su resolución, determinación y carácter y lo recomienda a A. K. Bulley, que buscaba un expedicionario para ir al oeste de China.
Su primera expedición la hace a la provincia china de Yunnan y es tanto productiva como terrible. Llega a la ciudad def Talifu (Dali) en agosto de 1904 con su base de operaciones, se toma tiempo para conocer a la gente y hace esfuerzos en aprender el idioma. Respetó mucho a la gente local y su cultura y más tarde demostraría en la práctica su gratitud pagando de su propio pecunio la vacunación de miles de lugareños contra la viruela, enfermedad que en aquell época aún mataba a millones en el mundo.
Su última expedición, de 1930, fue la más productiva de todas. En 1932, cuando el grueso de su obra estaba hecho, colapsa y fallece de un ataque cardíaco en las afueras de Tengyueh.

## Honores
- "Medalla de Honor de Victoria" de la "Royal Horticultural Society", en 1921
- 1927: "Medalla "Veitch Memorial"
- 1924, electo miembro de la Sociedad linneana de Londres

### Epónimos
Géneros
- (Commelinaceae) Forrestia A.Rich.[1]
- (Rhamnaceae) Forrestia Raf.[2]

Especies
- (Acanthaceae) Gutzlaffia forrestii S.Moore[3]
- (Acanthaceae) Pteracanthus forrestii (Diels) H.P.Tsui[4]
- (Apiaceae) Acronema forrestii H.Wolff[5]
- (Apiaceae) Carum forrestii M.Hiroe[6]
- (Apiaceae) Hansenia forrestii (H.Wolff) Pimenov & Kljuykov[7]
- (Aquifoliaceae) Ilex forrestii Comber[8]
- (Araliaceae) Pentapanax forrestii W.W.Sm.[9]
- (Asclepiadaceae) Cynanchum forrestii Schltr.[10]
- (Asclepiadaceae) Tylophora forrestii M.G.Gilbert & P.T.Li[11]
- (Asclepiadaceae) Vincetoxicum forrestii (Schltr.) C.Y.Wu & D.Z.Li[12]
- (Asteraceae) Archiserratula forrestii (Iljin) L.Martins[13]
- (Asteraceae) Artemisia forrestii W.W.Sm.[14]
- (Asteraceae) Aster forrestii Stapf[15]
- (Asteraceae) Cacalia forrestii (W.W.Sm. & Small) Hand.-Mazz.[16]
- (Chenopodiaceae) Sclerolaena forrestiana (F.Muell.) Domin[17]
- (Ericaceae) Pyrola forrestiana Andres[18]
- (Fabaceae) Cracca forrestiana (F.Muell.) Kuntze[19]
- (Fabaceae) Acacia forrestiana E.Pritz.[20]
- (Myrtaceae) Eucalyptus forrestiana Diels[21]
- (Primulaceae) Androsace forrestiana Hand.-Mazz.[22]
- (Rosaceae) Rosa forrestiana Boulenger[23]
- (Rosaceae) Rubus forrestianus Hand.-Mazz.[24]
- (Scrophulariaceae) Pedicularis forrestiana Bonati[25]
- (Thymelaeaceae) Banksia forrestiana (F.Muell.) Kuntze[26]
- (Violaceae) Viola forrestiana W.Becker[27]
- (Vittariaceae) Haplopteris forrestiana (Ching) E.H.Crane[28]
- (Vittariaceae) Vittaria forrestiana Ching[29]

- La abreviatura «» se emplea para indicar a George Forrest como autoridad en la descripción y clasificación científica de los vegetales.[30]